# Forbes Glacier (glaciär i Antarktis, lat -67,79, long -66,57)
Forbes Glacier är en glaciär i Antarktis. Den ligger i Västantarktis. Argentina, Chile och Storbritannien gör anspråk på området. Forbes Glacier ligger 463 meter över havet.
Terrängen runt Forbes Glacier är huvudsakligen kuperad, men norrut är den bergig.  Trakten är obefolkad. Det finns inga samhällen i närheten.